# Os Três Mosqueteiros
Os Três Mosqueteiros é um romance histórico escrito pelo francês Alexandre Dumas. Inicialmente publicado como folhetim no jornal Le Siècle de março a julho de 1844, foi posteriormente lançado como livro, ainda em 1844, pelas Edições Baudry, e reeditado em 1846 por J. B. Fellens e L. P. Dufour com ilustrações de Vivant Beaucé. 
É o volume inicial de uma trilogia, com base nos importantes factos do século XVII francês: dos reinados dos reis Luís XIII e Luís XIV e da Regência que se instaurou entre os dois governos. 
O título previsto inicialmente seria "Athos, Porthos e Aramis", mas foi alterado para "Os Três Mosqueteiros" por sugestão de Desnoyers, encarregado da secção de folhetins do "Siècle", para quem o título evocava aos leitores as três Moiras da mitologia grega (Parcas, na mitologia romana). Dumas aceitou este último título notando que seu absurdo (já que seus heróis são ao todo quatro) contribuiria para o sucesso da obra.

## Resumo
Este livro conta a história de um jovem de 20  anos, proveniente da Gasconha, D'Artagnan, que vai a Paris buscando se tornar membro do corpo de elite dos guardas do rei, os mosqueteiros do Rei. Chegando lá, após acontecimentos similares, ele conhece três mosqueteiros chamados "os inseparáveis": Athos, Porthos e Aramis. Juntos, os quatro enfrentaram grandes aventuras a serviço do rei da França, Luís XIII, e principalmente, da rainha, Ana de Áustria.
Encontraram seus inimigos, o Cardeal Richelieu e os seus guardas, além de Milady, uma bela mulher à serviço de Richelieu, que já foi casada com Athos. Essa lista também inclui os huguenotes e os ingleses, inimigos da Coroa francesa.
Com seus numerosos combates e suas reviravoltas romanescas, Os Três Mosqueteiros é o exemplo típico do romance de capa-e-espada.

### Resumo detalhado

#### A chegada a Paris
Na primeira segunda-feira do mês de abril de 1625, o burgo de Meung vê o jovem d'Artagnan, que pretende entrar para a companhia dos Mosqueteiros do Rei, ser humilhado por dois desconhecidos, na verdade agentes do Cardeal Richelieu: Rochefort e Milady de Winter. Rochefort lhe confisca uma carta de recomendação escrita por seu pai para Monsieur de Tréville, capitão dos Mosqueteiros do Rei. Já em Paris, mesmo sem a carta, d'Artagnan apresenta-se ao Monsieur de Tréville, que não pode lhe prometer um lugar na companhia. Saindo da entrevista, em perseguição a Rochefort, Rostad Lok que havia reconhecido da janela, d'Artagnan provoca contra sua vontade três mosqueteiros para um duelo, ao esbarrar no ombro de Athos, ao se enrodilhar no boldrié de Porthos e ao apanhar do chão um lenço que comprometia Aramis.
Mas os duelos estão proibidos. Felizes por flagrarem os mosqueteiros em delito, os guardas do Cardeal interveem no momento em que d'Artagnan cruzava ferros com o primeiro oponente. Os mosqueteiros recusam-se a entregar as armas e d'Artagnan junta-se a seus ex-adversários para aumentar suas forças. Depois de um combate intenso, em que os guardas são derrotados, os quatro jovens trocam votos de amizade. São recebidos pelo Rei Luís XIII que, a princípio, pensa puni-los por instigação de Richelieu. Ao tomar conhecimento dos fatos e movido pelo grande carinho que tem por seus mosqueteiros, o rei os perdoa e ainda entrega 40 pistolas (antiga moeda francesa) para d'Artagnan que entra como cadete para a guarda de M. de Essarts.

#### O vestido da rainha

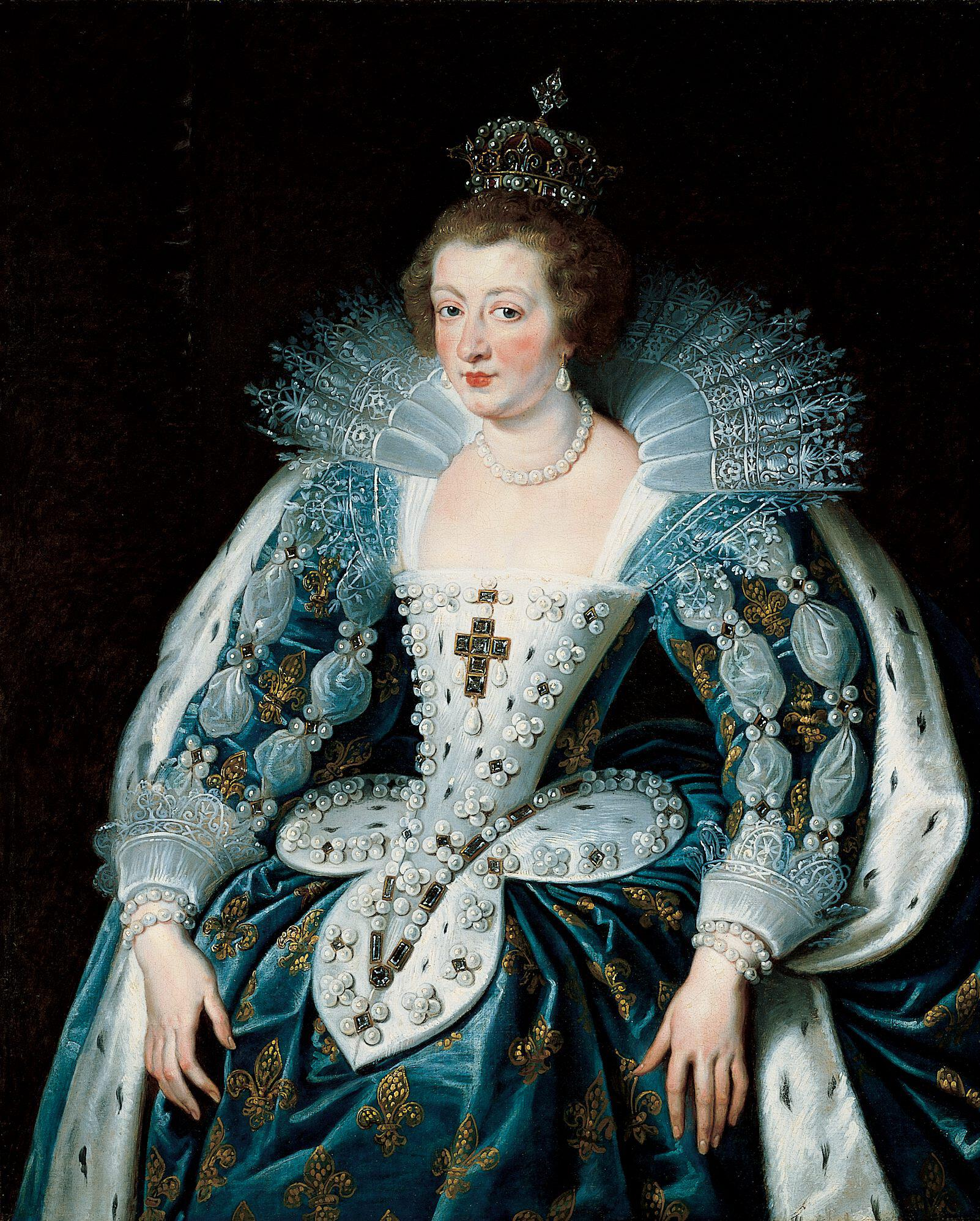
Ana de Áustria, rainha de França.

O jovem d'Artagnan apaixona-se pela esposa de seu senhorio, Constance Bonacieux, arrumadeira da rainha Ana de Áustria e salva-a de ser capturada por Rochefort. Reconhecida, Constance revela ao mosqueteiro que Richelieu procura comprometer a rainha, revelando a relação de amizade que a mesma nutre pelo Duque de Buckingham, favorito do Rei Carlos I da Inglaterra. A rainha, por intermédio de Constance, envia d'Artagnan à Londres para recuperar alguns ferretes de diamantes que ela havia oferecido imprudentemente ao duque. Com efeito, instigado pelo cardeal, o Rei Luís XIII havia pedido que a rainha aparecesse com a joia no próximo baileerteza que a rainha não pudesse obedecer, Richelieu havia encarregado Milady de Winter de subtrair dois dos ferretes de posse de Buckingham. D'Artagnan parte para a Inglaterra com seus três companheiros e seus lacaios. Deixa pelo caminho Porthos, em luta com um bêbado, Aramis, ferido no braço, e por fim Athos, acusado de ser falsário. Ele atinge enfim a Inglaterra com um salvo-conduto roubado ao Duque de Wardes, amante de Milady. O Duque de Buckingham, ao tomar ciência do complô contra a rainha de França, aceita lhe dar os ferretes e ordena a seu joalheiro pessoal que fabrique dois ferretes novos para substituir as joias roubadas por Milady. D'Artagnan volta à Paris a tempo de salvar a rainha.

#### O cerco de La Rochelle
Após o baile, Constance desaparece, raptada por ordem de Richelieu que consegue a neutralidade de seu marido. D'Artagnan põe-se à procura de seus amigos, deixados na estrada para a Inglaterra, antes de partir em busca de sua amada. Encontra Porthos ferido no tornozelo e em seu orgulho, Aramis prestes a entrar para um convento (consegue dissuadi-lo graças a uma carta de Madame de Chevreuse) e, por fim, Athos crivado por dívidas de jogo. Os quatro amigos voltam a Paris onde M. de Tréville os notifica de que devem preparar-se para juntar-se aos exércitos do rei no Cerco de La Rochelle. Ele ainda anuncia a d'Artagnan que o rei lhe concederia um lugar no regimento dos mosqueteiros após o cerco. Durante os preparativos para a partida, d'Artagnan reencontra Milady e seu cunhado, Lord de Winter, que provoca para um duelo. Desistindo do duelo, ele consegue uma entrevista com Milady, a quem corteja. Obtém seus favores e descobre que a dama fora marcada a ferro em brasa com uma flor de lis. Furiosa por ser desmascarada, Milady tenta por duas vezes assassiná-lo.
Em La Rochelle, Athos, Porthos e Aramis encontram-se com o Cardeal Richelieu ao cair da noite e aceitam escoltá-lo até um albergue. Intrigados, os mosqueteiros demoram-se e descobrem que o cardeal aguarda Milady, a quem encarrega de matar o Duque de Buckingham; em troca, ele lhe dará uma autorização em branco para assassinar d'Artagnan sem correr o risco de ser encarcerada na Bastilha. Athos reconhece em Milady sua esposa repudiada, Anne de Bueil, e lhe toma o papel.
Para escapar à vigilância dos agentes do cardeal, os mosqueteiros tentam uma ação heroica indo defender um bastião avançado, único local seguro para discutir a gravidade da situação e tomar suas decisões. Lá encontram-se sós, sob fogo inimigo apenas com seus quatro lacaios.

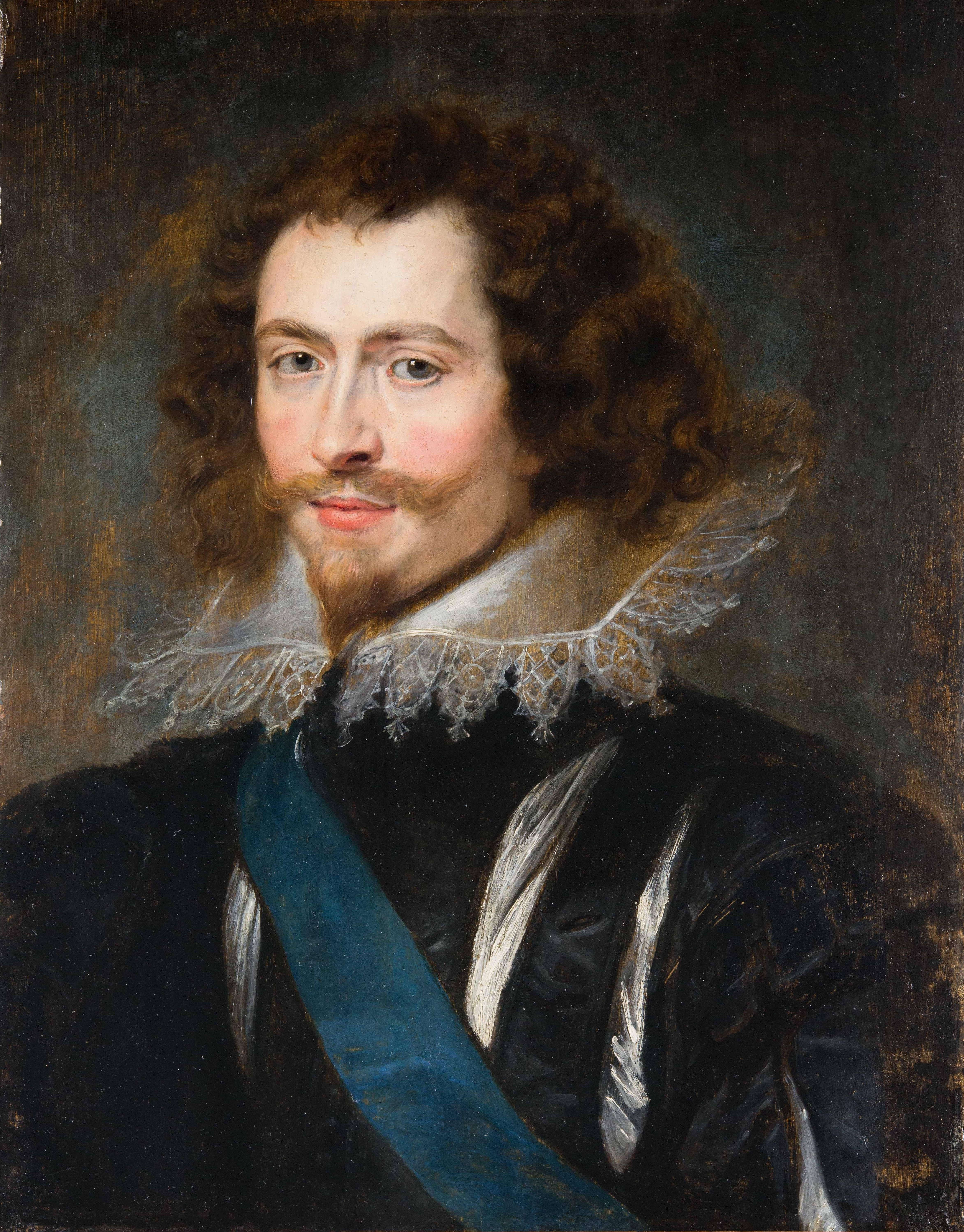
George Villiers, Duque de Buckingham, por Rubens

Uma vez d'Artagnan informado dos últimos acontecimentos, os quatro decidem escrever a Lord de Winter para revelar a verdade sobre Milady. Em seguida, decidem perguntar à rainha, por intermédio de Mmme de Chevreuse, onde se encontra Constance Bonacieux. Decidido o plano com todo segredo, os mosqueteiros deixam o bastião e voltam para o acampamento onde são acolhidos como heróis.
De volta à Inglaterra, Milady é detida como prisioneira por seu cunhado. Ela, no entanto, seduz seu carcereiro, John Felton, convence-o a assassinar o Duque de Buckingham e volta para a França. Lá, por coincidência, refugia-se no convento das Carmelitas onde já se encontra escondida Constance. Descobrindo a ligação entre a jovem e d'Artagnan, Milady a mata no momento em que este chega para buscá-la, na companhia de Athos, Porthos e Aramis. Ajudados pelo Lord de Winter e pelo carrasco de Lille — irmãos de duas vítimas de Milady — os mosqueteiros capturam a assassina em Armentières e a submetem a um simulacro de julgamento. O veredito é unânime: culpada. A sentença: a pena de morte, da qual se encarrega o carrasco de Lille. Os mosqueteiros voltam para Paris, onde d'Artagnan é promovido a tenente pelo cardeal com quem se reconcilia. Bate-se em duelo com Rochefort e acaba igualmente por reconciliar-se com ele.

## Contexto histórico
Em 1625, Luís XIII reina sobre a França com seu Primeiro-Ministro, o Cardeal de Richelieu. Sua esposa é Ana d'Áustria. Muito inexperiente para gerir os negócios de estado, o rei não tem escolha senão apoiar-se sobre seu ministro, cujo gênio político e estratégico asseguram a coesão e segurança do reino.
Dumas põe em evidência o sentimento de desconfiança e as lutas de influência que ocupam constantemente os dois homens. No romance, os dois confrontam-se secretamente por intermédio de suas guardas pessoais. Dumas explora também a hostilidade conhecida entre a rainha e o cardeal para fazer desta um das molas do caso dos ferretes de diamante.

## Personagens

### Personagens históricos

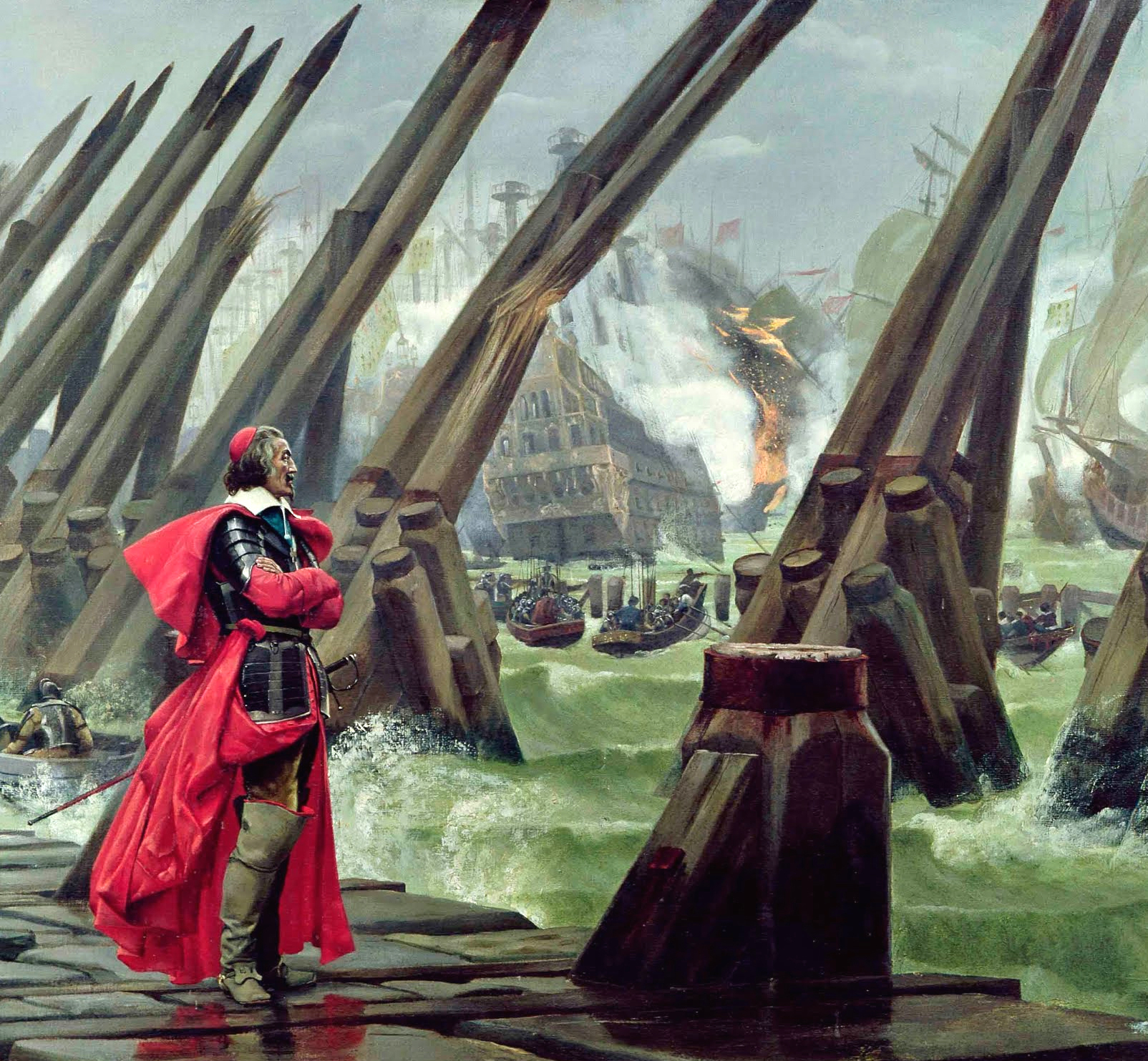
O Cardeal de Richelieu no Cerco de la Rochelle (1627-1628) por Henri-Paul Motte (1881)

- Cardeal de Richelieu: insistindo na faceta privada do personagem tanto quanto na faceta pública, detalhando sua capacidade para urdir intrigas para atingir seus fins pessoais, mas sobretudo fazendo dele o antagonista dos heróis cobertos por valores cavalheirescos, Dumas contribui para desenvolver a lenda sinistra de um autocrata maquiavélico e distorcido.
- Luís XIII de França: Dumas não se prende muito a este personagem cujas qualidades, sobriedade, piedade e até mesmo castidade não seduziriam mesmo a este escritor amante da boa carne e das mulheres. O rei aparece no romance como marido fraco (e ciumento), à sombra de seu ministro. No entanto, ele admira o heroísmo de seus mosqueteiros, o que o torna muito indulgente para com eles. O rei também não fica de todo descontente ao deixá-los abater o orgulho de Richelieu ao vencer seus guardas.
- George Villiers, 1.° Duque de Buckingham: Alexandre Dumas o retrata como suposto amante da Rainha da França, Ana d'Áustria, e dá-lhe o estofo de personagem romântico, sofrendo por um amor impossível.
- A Rainha Ana de Áustria: Dumas faz da personagem histórica vítima de um casamento político, presa das perseguições do cardeal Richelieu. É abordado aquele período da vida da rainha em que, não tendo ainda gerado um herdeiro para o trono da França, ela atravessa uma fase difícil em seu casamento. Dumas idealiza sua beleza, seu senso de honra, emprestando-lhe todos aqueles sentimentos amorosos que a tornam ao mesmo tempo tocante e mais humana. Ela interpreta aqui o papel das "Donzelas" dos romances de cavalaria, capaz de inspirar os arroubos heroicos dos bravos mosqueteiros.
- M. de Tréville, capitão dos mosqueteiros do rei: Jean-Armand du Peyrer, Conde de Tréville
- Mme de Chevreuse;
- D'Artagnan: Charles de Batz de Castelmore d'Artagnan tinha apenas treze anos em 1625, data na qual Dumas situa o início da ação do romance. Estaria com 15 anos na época do Cerco de La Rochelle;
- Athos: Armand de Sillègue d'Athos d'Autevielle;
- Porthos: Isaac de Portau;
- Aramis: Henri d’Aramitz;
- John Felton, o assassino de Buckingham.

### Personagens fictícios
- Constance Bonacieux, esposa do burguês Bonacieux, encarregada das roupas da rainha e cortejada por d'Artagnan;
- Rochefort, cavalheiro, agente do cardeal Richelieu;
- M. Bonacieux, estereótipo do pequeno burguês, covarde e invejoso;
- Milady (nascida Anne de Bueil, também chamada Milady de Clarick e Milady de Winter), antiga mulher de Athos, viúva do anterior Lord de Winter. É o arquétipo da mulher fatal;
- Lord de Winter, cunhado de Milady, um nobre;
- Planchet: lacaio de D'Artagnan;
- Mousqueton: lacaio de Porthos, com quem divide a gula;
- Bazin: lacaio de Aramis, a quem tenta em vão fazer entrar para a Igreja;
- Grimaud: lacaio de Athos, distingui-se por ser taciturno;
- Ketty: criada de Milady e apaixonada por d'Artagnan;
- Jussac: oficial dos guardas do Cardeal, d'Artagnan o fere em duelo na batalha em que sela sua amizade com Athos, Porthos e Aramis.

## Fontes

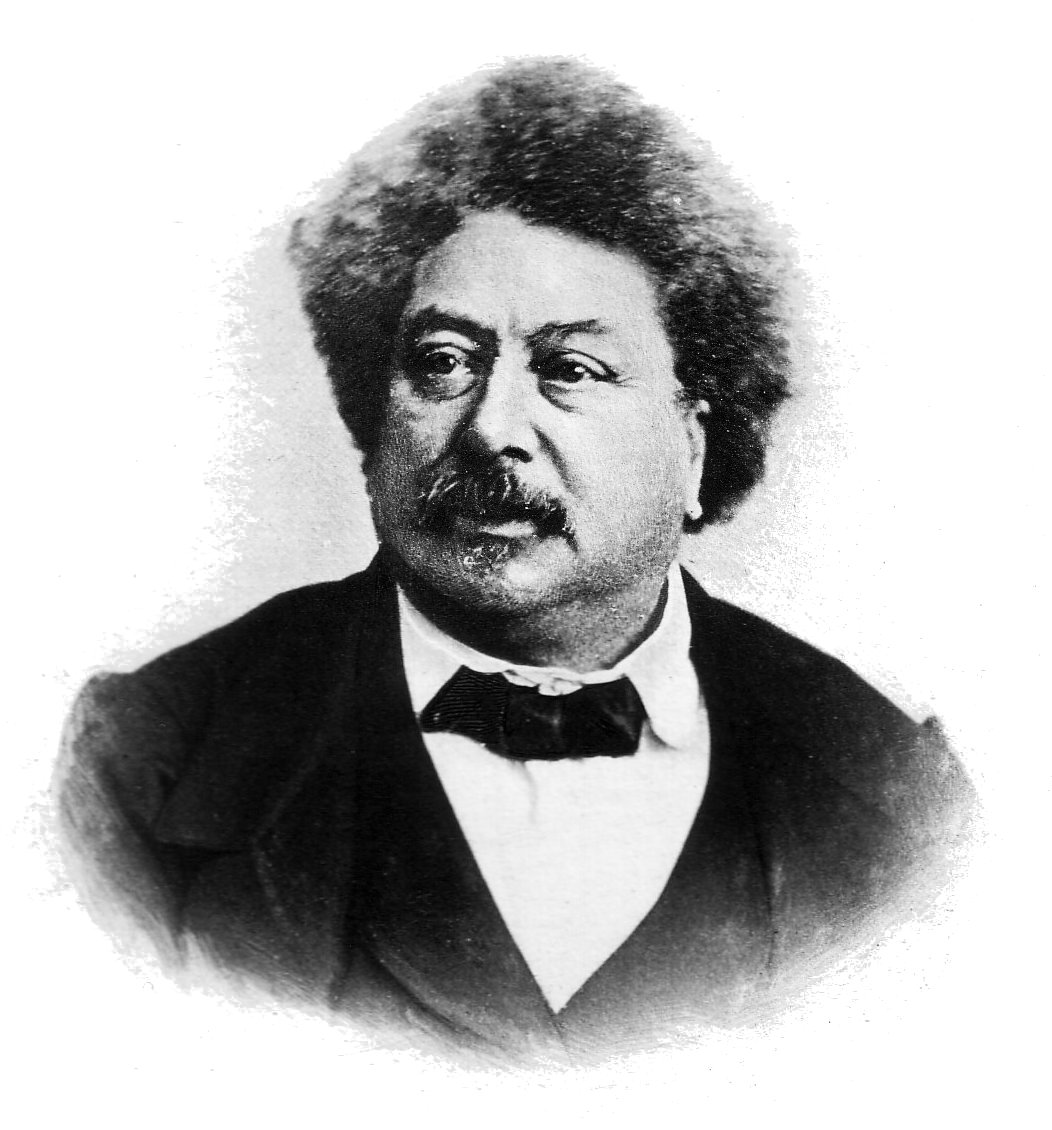
Alexandre Dumas

## Sequências
O sucesso do romance foi tal que o próprio Dumas o adaptou para o teatro e que dois outros romances se seguiram, tomando os quatro mosqueteiros como personagens principais, e formando a Trilogia dos Mosqueteiros: "Vinte Anos Depois", lançado em 1845, e "O Visconde de Bragelonne", escrito entre 1848 e 1850.

## Posteridade
O romance conheceu um enorme sucesso fora da França e foi traduzido para o inglês em três versões diferentes desde 1846. A de William Barrow é ainda a mais acurada.
"Os Três Mosqueteiros" inspiraram imediatamente um grande número de autores que lhe inventaram sequências, novos episódios ou que dele fizeram um pastiche com maior ou menor verve. Existe mesmo um "site" que enumerou mais de uma centena.
Mesmo com Dumas ainda vivo, autores dramáticos e romancistas apossaram-se dos mosqueteiros. Em 1845, a comédia "Porthos à la recherche d'un équipement" ("Porthos à procura de um equipamento", em português) de Anicet Dumanoir encenava um episódio do livro "Vinte Anos Depois". Em 1858 aparece "Os Amores de d'Artagnan" de Auguste Blanquet, que se aproveita do hiato de vinte anos entre a ação de "Os Três Mosqueteiros" e "Vinte Anos Depois" para imaginar uma sequência das aventuras de d'Artagnan durante a Fronda. Com a morte de Dumas, Albert Maurin tenta tirar proveito da popularidade sempre intacta do mosqueteiro gascão com "As Verdadeiras Memórias de d'Artagnan (1874), versão banal romanceada das memórias de Courtilz de Sandras.
A mania pelos "Três Mosqueteiros" continua, mais de um século e meio após a aparição do romance de Dumas, com, por exemplo, o "D'Artagnan amoureux" ("D'Artagnan apaixonado") de Roger Nimier, adaptado en 1970 para a televisão por Yannick Andrei,  ou "Le Retour des trois mousquetaires" ("O Retorno dos Três Mosqueteiros") de um certo Nicolas Harin em 1997. Recentemente ainda, Martin Winckler escreveu um romance, "Les Trois Médecins" (2006), em que a trama está calcada na do romance de Dumas.
Se d'Artagnan se torna o grande personagem favorito nestas adaptações, os outros personagens do romance também inspiraram muitos autores: em 1886, o Teatro L'Ambigu apresentava "Le fils de Porthos" ("O Filho de Porthos"), cuja ação se passa no período que precede a revogação do Édito de Nantes e coloca em cena o jovem e incandescente Joël, um bretão, filho de Porthos, às voltas com as intrigas maquiavélicas de Aramis, único mosqueteiro vivo. Em "Milady, mon amour" ("Milady, Meu Amor"), de 1986, o autor, Yak Rivais, embaraçado com alguns aspectos do romance tornados repugnantes para as sensibilidades modernas (por exemplo, no episódio da execução de Milady), reescreve a história com mais indulgência para com este personagem.
Com "Os Três Mosqueteiros", Dumas conseguiu este paradoxo de popularizar o romance histórico fazendo um romance capa-e-espada e dar carta de nobreza romance de ação, apoiando-o sobre a História. Criou um novo herói positivo, o gascão sem dinheiro, ainda próximo do pícaro, porém nobre e heroico, exímio espadachim e cavalheiro mas ainda humano com suas fraquezas: a irrascividade de d'Artagnan, a vaidade de Porthos, a ambivalência de Aramis (dividido entre Eros e São Pedro), a melancolia e o alcoolismo de Athos impedem que os mosqueteiros sejam heróis perfeitos (como o será no futuro Raul de Bragelonne, filho de Athos) mas torna essas fraquezas sua força literária. 
Dumas também populariza um tipo de recito onde alternam-se duelos, intrigas políticas, cavalgadas, raptos, passagens dramáticas e cômicas. A fórmula fará a fortuna dos folhetins e será ainda bastante usada até hoje em sua transposição para o cinema, quer seja de forma atualizada ou não. 
Mas a posteridade de "Os Três Mosqueteiros", o "Um por todos ! Todos por um!". transcende amplamente os limites da literatura. Para André Roussin, dirigindo-se aos membros da Academia Francesa em 1980: "É o mito da amizade entre os homens que, sob o duplo selo da lealdade e da coragem, tornam-se invencíveis", e acrescenta ainda : "É um grande mito para a juventude de um país. Pode-se ver, no tempo da clandestinidade, a que grau de sofrimento e a que sacrifícios ele conduziu milhares de jovens, mortos muitas vezes de forma atroz, para não contar o nome de seus companheiros. Muitos dentre eles leram aos doze anos Os Três Mosqueteiros e conservaram desta leitura o sentido sagrado da fraternidade".

## Continuações
- Vinte Anos Depois.
- O Visconde de Bragelonne (Deste último, foi tirada a história do Homem da máscara de ferro).